# Comité républicain d'action démocratique et sociale
Le Comité républicain d'action démocratique et sociale, ou CRADS, était un parti politique anticolonialiste de l'île de La Réunion au milieu du XXe siècle. Il est créé en mars 1945 à l'initiative de Raymond Vergès et Léon de Lépervanche.

## Histoire
Le CRADS se présente aux élections municipales de mai 1945 et emporte une majorité des communes ; parmi les élus figurent des militantes féministes comme Isnelle Amelin, membres de l’Union des femmes de La Réunion, alors une section de l’Union des femmes de France.